# W19 (核砲弾)
W19は、アメリカ合衆国が開発した核砲弾。アメリカ陸軍のM65 280mmカノン砲向けの砲弾であり、1955年7月から生産が開始された。退役は1963年。
W9核砲弾の改良型であり、核分裂弾頭である。核物質には高濃縮ウランを用いており、起爆方法はガンバレル型である。W9と同数の80発が生産されており、1957年までにW9を順次更新している。直径11インチ、長さ54インチであり、重量600ポンド、核出力は15-20kt。信管は時限式であり空中爆発を行う。W33など203mm砲や155mm砲向けの小型核砲弾の開発成功やそれに伴うM65 280mmカノン砲の退役により、W19も1963年に退役した。